# Christopher Evan Welch
Christopher Evan Welch (* 28. September 1965 in Fort Belvoir, Virginia; † 2. Dezember 2013 in Los Angeles, Kalifornien) war ein US-amerikanischer Schauspieler.

## Karriere
Christopher Evan Welch machte zunächst seinen Bachelor of Fine Arts an der University of Dallas und danach seinen Master of Fine Arts an der University of Washington. Seine ersten Schauspielerfahrungen machte er Anfang der 1990er Jahre in Seattle und in New York am Off-Broadway, wo er einen Obie Award für seine Rolle als Harold Mitchell im Stück Endstation Sehnsucht gewann.
1999 wendete er sich dem Fernsehen zu und trat als Gastdarsteller in Fernsehserien wie Third Watch – Einsatz am Limit, Practice – Die Anwälte, Criminal Intent – Verbrechen im Visier, Law & Order: Special Victims Unit und Whoopi sowie im Fernsehfilm Hamlet auf. Erste größere Filmrollen spielte er 2004 und 2005 in den Filmen Die Frauen von Stepford, Keane und Die Dolmetscherin. 2006 porträtierte er in Lasse Hallströms Filmdrama The Hoax den Albert Vanderkamp, ehe er in Woody Allens Filmkomödie Vicky Cristina Barcelona als durch den Film führender Erzähler zu hören war.
Um 2010 herum arbeitete er in Whatever Works – Liebe sich wer kann erneut mit Woody Allen und war in Gastrollen in verschiedenen Serie zu sehen, darunter Law & Order, Nurse Jackie und Good Wife. Im selben Zeitraum erhielt er eine Hauptrolle als Grant Test in AMCs Rubicon, die allerdings nach einer Staffel und 13 Episoden wieder eingestellt wurde. Anschließend war er 2012 in tragenden Nebenrollen in den beiden Filmdramen The Master und Lincoln zu sehen. Eine seiner letzten Rollen spielte Welch in der zehnten Episode der Krimiserie Golden Boy und neben Tina Fey und Paul Rudd in der romantischen Komödie Zugelassen – Gib der Liebe eine Chance. Kurz vor seinem Tod stand er für die HBO-Comedyserie Silicon Valley vor der Kamera. Die Serie hatte im April 2014 Premiere und brachte Welch posthum eine Nominierung bei den Critics’ Choice Television Awards 2014 als bester Nebendarsteller in einer Comedyserie ein.
Christopher Evan Welch verstarb am 2. Dezember 2013 im Alter von 48 Jahren im kalifornischen Los Angeles an Krebs. Er hinterließ seine Frau und eine Tochter.

## Filmografie (Auswahl)
- 1999: Third Watch – Einsatz am Limit (Third Watch, Fernsehserie, Episode 1x08)
- 2000: Hamlet (Fernsehfilm)
- 2000, 2005: Law & Order: Special Victims Unit (Fernsehserie, 2 Episoden)
- 2001: Practice – Die Anwälte (The Practice, Fernsehserie, Episode 5x12)
- 2003: Criminal Intent – Verbrechen im Visier (Fernsehserie, Episode 2x13)
- 2004: Whoopi (Fernsehserie, Episode 1x13)
- 2004: Die Frauen von Stepford (The Stepford Wives)
- 2004: Keane
- 2005: Die Dolmetscherin (The Interpreter)
- 2006: Die Sopranos (The Sopranos, Fernsehserie, Episode 6x02)
- 2006: The Hoax
- 2008: Vicky Cristina Barcelona (Stimme des Erzählers)
- 2008–2010: Law & Order (Fernsehserie, 3 Episoden)
- 2009: Whatever Works – Liebe sich wer kann (Whatever Works)
- 2009: Nurse Jackie (Fernsehserie, Episode 1x04)
- 2010: Good Wife (The Good Wife, Fernsehserie, Episode 1x18)
- 2010: Gravity (Fernsehserie, Episode 1x01)
- 2010: Rubicon (Fernsehserie, 13 Episoden)
- 2012: The Master
- 2012: Lincoln
- 2012: Elementary (Fernsehserie, Episode 1x03)
- 2013: Zugelassen – Gib der Liebe eine Chance (Admission)
- 2013: Golden Boy (Fernsehserie, Episode 1x10)
- 2014: Silicon Valley (Fernsehserie, 6 Episoden)